# Pteraster hirsutus
Pteraster hirsutus är en sjöstjärneart som först beskrevs av Percy Sladen 1882.  Pteraster hirsutus ingår i släktet Pteraster och familjen knubbsjöstjärnor. Inga underarter finns listade i Catalogue of Life.